# Język kaluli
Język kaluli, także bosavi – język transnowogwinejski używany w Papui-Nowej Gwinei, przez członków ludu Kaluli, w prowincji Southern Highlands oraz w Prowincji Zachodniej. Według danych z 2015 roku mówi nim nieco ponad 3 tys. osób.
Dzieli się na dialekty: ologo, kaluli, walulu, kugenesi, jednakże różnice między nimi zostały opisane jako niewielkie. Posługują się nim także inne społeczności etniczne. W użyciu jest także język tok pisin, a w mniejszym zakresie angielski. Występują zapożyczenia z tok pisin i innych języków (fasu, foi, motu).
W literaturze bywa nazywany bosavi, ale znacznie częściej używa się nazwy kaluli (która jest też preferowana przez samych użytkowników).
Sporządzono jego słownik , a także opis gramatyki . Jest zapisywany alfabetem łacińskim. Pierwszą wersję ortografii zaproponował w 1964 r. Murray Rule.